# Совтерська культура
Совтерська культура, Культура Совтер, фр. Sauveterre, раніше також мала назву монклюзька культура, фр. Montclusien — європейська археологічна культура епохи епіпалеоліту, існувала в період 8000-7000 до н. е. Назва походить від місця археологічних розкопок у селища Совтер-ле-Леманс (фр. Sauveterre le Lémance) у французькому департаменті Ло і Гаронна.

## Опис
Культура займала значну частину західної та центральної Європи. Характерні артефакти: геометричні мікроліти, поглиблення для пальців на мікрорубилах. Дерев'яні знаряддя відсутні.
Є свідчення здійснення ритуальних поховань.

## Генетичні зв'язку
Поступово еволюціонувала в тарденуазьку з тими ж відмінними характеристиками, а також в першу відому скандинавську культуру маглемозе.